# Michelangelo (Tortugas ninja)
Michelangelo o Miguel Ángel es un superhéroe ficticio y uno de los cuatro personajes principales de los cómics de Tortugas Ninja y todos los medios relacionados.
Por lo general, se le representa con una máscara de ojo naranja.
Sus armas distintivas son unos nunchaku duales, aunque también se lo ha retratado usando otras armas, como un gancho de agarre, manriki-gusari, tonfa y un bastón de tres secciones (en algunas figuras de acción).
Michelangelo, más amante de la diversión que sus hermanos y el más joven del grupo, recibió un papel mucho más importante en la serie de dibujos animados de 1987, dirigida a un público más joven, que en los cómics originales más serios, que estaban dirigidos a un mayor audiencia. 
A menudo acuña la mayoría de sus frases, como "¡Cowabunga!". 
Como todos los hermanos, lleva el nombre de un artista del Renacimiento; en este caso, lleva el nombre de Miguel Ángel Buonarroti. 
La ortografía del nombre del personaje varía de una fuente a otra, y se le ha mostrado alternativamente como Michelangelo y Michaelangelo.
En los videojuegos basados en la serie de animación 1987, Michelangelo es a veces más lento pero más fuerte que las demás tortugas.

## Historia
Michelangelo, o como le llaman sus hermanos de cariño "Mikey", junto a sus hermanos nacieron siendo tortugas comunes y corrientes en una tienda de mascotas, se cree que al mismo día de haber nacido fue comprado junto con sus hermanos por un señor que andaba por la tienda.
El señor llevaba una pecera con sus mascotas recién compradas pero tropieza accidente con un extraño hombre y, siguiendo sus instintos, sigue al hombre. 
Este se encuentra con otros hombres (Igual de extraños), cuando estos se dan cuenta de que están siendo seguidos; le atacan, durante la pelea el señor tropieza con una rata y termina tropezando dejando a las tortugas caer en un frasco con un líquido radioactivo desarrollado en secreto por la raza alienígena Ultrom, (kraang) el señor termina llenándose también del líquido Ooze siendo mutado en una especie de combinación de rata y humano al igual que las tortugas las cuales terminando mutando a una especie entre "Tortugas" y "Humanos". 
Con el tiempo desarrollaban su inteligencia por lo que Splinter (El señor que fue mutado en Rata) decide entrenarlas como ninjas.
El concepto de dibujo concepto original de "Tortuga Ninja" de Kevin Eastman (En 1983) retrataba a una tortuga sin nombre con nunchakus atados a sus brazos, un diseño que da a entender que la primera Tortuga Ninja creada por Kevin fue Miguel Ángel. 
Curiosamente no solo fue la primera tortuga creada si no también la más joven de las cuatro.

## Personalidad
Mikey es constantemente presentado como el pequeño de las cuatro Tortugas Ninja. Optimista y de buen carácter, "Mikey" (un apelativo cariñoso utilizado con frecuencia por sus hermanos) prefiere pasar su tiempo disfrutando de su vida, pero suele adquirir seriedad si la situación lo requiere.
Mientras sus hermanos luchan con las implicaciones de su mutación y su lugar en el mundo, Michelangelo tiende a ver TV, hacer skate a lo largo de las alcantarillas subterráneas, leer historietas y constantemente comer gran cantidad de pizza.
Su personalidad inocente e infantil ha demostrado que no solo es el más pequeño de sus hermanos respecto a la edad si no también en madurez, lo que demuestra a lo largo de sus apariciones en pantalla, utilizando frases tales como KawaBonga, Boo-Yah.
Sus hermanos, sobre todo Raphael, suelen estar al pendiente de él cada vez que salen de su morada, y que habitualmente no esperan mucho de su hermano durante un debate serio.
Aunque sus habilidades son a menudo subestimados debido a su posición en el equipo, durante el transcurso de la serie Michelangelo ha demostrado un nivel sin precedentes de sensibilidad a los sentimientos de los que le rodean y, en consecuencia, siente una necesidad muy real y grande de ayudar a aquellos que cree que son menos afortunados. Michelangelo desprecia a la confrontación y evita las peleas (especialmente con sus hermanos) en casi todos los sentidos y costos.
Él simplemente se ríe de la mayoría de los insultos lanzados a su persona y prefiere adoptar un enfoque más alegre a la solución de problemas. 
Las otras tortugas con frecuencia se sienten frustradas con su constante tendencia a restar importancia a situaciones graves y en broma en torno a ellos, y es esta actitud que causa la mayoría de los conflictos entre Michelangelo y sus hermanos a lo largo de la serie suele meterlos en problemas. 
Debido a la personalidad de Michelangelo a menudo es la principal fuente de comedia en los cómics y muestra que a comparación con sus hermanos actúa como torpe (sin saberlo y sin voluntad).
Aunque es un ninja bien entrenado, Michelangelo es un ser social y carece de los rasgos característicos de sus hermanos: la disciplina de Leonardo, la ferocidad implacable de Rafael y la mente rápida de Donatello. 
Sin embargo, Michelangelo compensa estas pérdidas con la energía ilimitada, gran imaginación, poco ortodoxo estilo de lucha y la feroz rivalidad que se muestra cuando se entra en algún combate.
En varias representaciones, Michelangelo exhibe un lado muy creativo. En una historia paralela del volumen 2 de "Tales of the TMNT" se revela que a temprana edad Michelangelo se convirtió en un artista de gran talento. 
En los tebeos de la imagen, Michelangelo se convirtió en un autor publicado.
A lo largo de las diferentes versiones de las TMNT, Michelangelo ha tenido relaciones románticas, pero todas sus novias han sido extranjeras. 
La primera, en la historieta original: la niña de neutrinos "Kala", la segundo del planeta Horridus "Sara" de la serie cómica de la imagen y la tercera era un extraterrestre humanoide-dinosaurio-princesa (conocido como "Regenta") llamado Seri del el Volumen 4 de los cómics.
En la película TMNT en tercer lugar, Michelangelo también tiene una cara sentimientos de una mujer llamada Mitsu la líder de un grupo de rebeldes que intentaban derrocar al Señor Norinaga.
De hecho, él, Leonardo, Rafael y todos los deseos expresados por quedarse en el pasado con ella (aunque todas por diferentes razones).

## Relaciones con sus Hermanos
- Leonardo

A pesar de sus diferencias de personalidad, Michelangelo en general se lleva bien con sus hermanos. 
Él admira a Leonardo (conocido también entre los hermanos como "Leo") para actuar como el hermano mayor y líder del equipo, así como un profesional estricto y del bushido Ninjitsu. 
Mikey ve a Leo casi como una figura paterna y con frecuencia recurre a él para tranquilizarse. 
Leonardo es el pilar de estabilidad en la vida de Michelangelo, siempre en silencio observando y esperando, haciendo todo lo posible para garantizar la seguridad de su hermano menor. 
Leonardo frecuentemente se plantea la cuestión de la seguridad de Michelangelo en la película de 2007, en una ocasión pidiendo que se mantenga un ojo sobre Michelangelo, mientras que él se había ido. 
Cuando se reúnen más tarde, Leonardo se avergüenza cuando Michelangelo (que se había perdido) lo abraza. 
En la serie de animación 2003, en la serie del 2003 cuando Michelangelo se enfrenta en una lucha en el episodio "La Revancha", Leonardo toma la responsabilidad de ser el entrenador de Michelangelo.
Cuando llega el momento del encuentro Leonardo le dice a Mikey:  
"...somos hermanos. 
Si uno cae, todos caemos."
- Raphael

Michelangelo siente el mal genio y agresividad de Rafael un apoyo emocional y protección. 
Aunque relacionarse con Rafael es difícil y suele ser rebelde, se preocupa profundamente por Michelangelo, incluso admitiendo abiertamente que el simple pensamiento de su hermano esté o quede gravemente herido hace que experimente una gran cantidad de ira. 
Michelangelo sabe que Rafael va a hacer todo lo posible para protegerlo.
- Donatello

De todos sus hermanos, Michelangelo pasa más tiempo con su hermano genio Donatello.
A pesar de los intereses y personalidades tan diferentes de ambos, la pareja parece que llevarse muy bien y dependen en gran medida del otro cuando se llevan a cabo las peleas entre Leonardo y Raphael. 
Su proximidad, probablemente se deriva de su personalidad pasiva, que los diferencian de sus dos hermanos mayores: 
Leonardo y Rafael.

## Libros de historietas

### Mirage Comics
En los cómics originales, Michelangelo fue representado inicialmente como amante de la diversión, sin preocupaciones, y, aunque no tan agresivo como Raphael, siempre listo para pelear. 
Él es mucho más grave-humor en el cómic que en las encarnaciones de la película, que han marcado su carácter permanente "dude" hablar de la pubertad. 
Fue Michelangelo un disparo en esta serie que concretarse la mayor parte de los rasgos que se han convertido en sinónimo del personaje, como su alegría, empatía, y de la naturaleza tolerante. 
En la historia de un impulso, Michelangelo adopta un gato callejero (al que llama Klunk) y también para los ladrones de robar juguetes para los niños huérfanos.
Después de su derrota a manos del Clan del Pie de la Tortugas, Splinter, O'Neil abril, y Casey Jones retirarse a una casa de campo en Northampton, Massachusetts, que pertenecía a la abuela de Casey. 
Una vez allí, abril se preocupa observar que Michelangelo no es él mismo. 
Pasa sus días en el granero de sacar su agresión en un saco de boxeo. 
Una escena lo muestra atacando a su entorno y en repetidas ocasiones golpes en la pared del establo hasta que se rompe, luego desplomarse sobre él con desaliento, ira pasó.
El fin de la historia implica que el dolor y la frustración de Michelangelo han sido resueltos, como los siguientes números de restauración más relajado de Michelangelo, la personalidad optimista.
Es durante el tiempo del grupo en la granja nos enteramos de que Michelangelo también tiene un interés en los cómics, especialmente los que implican superhéroes como "El Equipo de la Justicia" (héroes del cómic basado en la Liga de la Justicia y los Cuatro Fantásticos). 
También encuentra consuelo en la escritura de ficción y ha producido una historia que representa a sí mismo como un ronin en el Japón Feudal.
En la edición de "Ciudad en Guerra", de Michelangelo al instante vínculos con la sombra de Casey Jones "hija adoptiva, que le apodos" Rooish ". 
En el segundo volumen, las tortugas deciden tratar de vivir separados el uno del otro. 
Michelangelo, ser social, que es, se mueve en abril y con Casey para que pueda estar cerca de las Sombras.
A lo largo de los dos primeros volúmenes, Michelangelo parecía actuar como pacificador del equipo. 
Estas historias también se sentaron las bases que demuestra su cercanía con Donatello, su relajado naturaleza que los separa de los más polémicos Leonardo y Rafael.
En el Volumen 4, Michelangelo consigue un trabajo como guía turístico que muestra a los visitantes extranjeros alrededor de la Tierra. 
Su primer (y único) es el turismo Regenta (o "princesa") Seri de la carrera Styracodon. Michelangelo Seri convence para escabullirse de sus guardaespaldas para que pueda llevarla de gira por la costa noroeste de los EE.UU.. 
Desafortunadamente, su plan de tierras en problemas cuando le guardaespaldas Seri es tomar conciencia de sus maquinaciones. 
Ellos atacan a Michelangelo y el transporte lo regresó a su planeta de origen, se le coloca en la cárcel. 
Con la ayuda de un preso llamado Triceraton Azokk, se las arregla para escapar, y es rescatado por un grupo de Triceratops que acudió al rescate de Azokk.
Michelangelo no se le dio un papel especialmente importante en los volúmenes 1 y 2, hizo poco para avanzar en la trama, y no fue a menudo retratado como un luchador especialmente hábiles.
Su papel relativamente pequeño probablemente se debió a la necesidad de establecer el papel de Leonardo como "líder", junto con el hecho de que Donatello era la tortuga favorita de Peter Laird y Rafael era el favorito de Kevin Eastman.

## Comics
En el cómic publicado por Image Comics, el interés de Michelangelo en la escritura se amplió y se establece como un escritor de ficción y poesía.  
Una cuestión a principios le ha de vender su primer poema a un compendio de poesía. 
Como el cómico continuó su carrera de Michelangelo como un escritor ido ampliando progresivamente.  
En el último número, ha publicado su primera novela, una novela llamada "Una rosa entre espinas". 
Abril menciona que el libro ya estaba volviendo para una segunda edición y que había oído que Oprah Winfrey le encantó, que "prácticamente garantiza que será un best-seller".
Es interesante observar que Michelangelo es la única tortuga que no terminan desfigurados, de alguna manera en esta serie, Leonardo perdió su mano izquierda y lo había reemplazado por una tapa de acero con una cuchilla retráctil, Rafael fue facialmente desfigurado tras recibir un disparo en la cara, y Donatello fue transformado en un cyborg luego de ser baleado y arrojado desde un helicóptero.

## Archie Comics
En la serie de Archie Comics, Michelangelo se presentó inicialmente de manera muy similar a su retrato-caricatura 1987 comprensible, teniendo en cuenta que el cómic que empezó como una adaptación de la serie de animación popular.
A medida que la serie avanzaba, Michelangelo se presentó como más madura que la versión de dibujos animados. 
Esta versión también desarrolló un interés por la poesía. 
Durante una batalla, que quedó temporalmente ciego y posteriormente capturados por los militares de EE.UU., donde fue interrogado y torturado. 
Fue rescatado por su familia y le salvó la vida del hombre que lo torturó.
Una de sus muchas habilidades en los cómics de Archie fue la capacidad de comunicarse con los animales.
En una historia ambientada en el futuro, Michelangelo se muestra se han convertido en un artista cuyo trabajo principal se está ejecutando un orfanato.

## Televisión

### 1987 serie de animación
Michelangelo se convirtió en la persona fuertemente implantada en la serie de animación 1987. 
Él fue visto a menudo como "Dude Party", que, aunque precisa de la serie 1987 (que le dio este título en el tema), representa sólo una parte de su personalidad, de lo contrario. 
Como el "amigo del partido", por lo general no tienen mucho de entrada en los planes del equipo, aunque seguía tan activo como sus hermanos. 
El general pasó gran parte de su tiempo bromeando y socializar con otros personajes. 
Él es el más asociado con el "Cowabunga" expresión que se convirtió en un fenómeno de la cultura pop.
Miguel Ángel es conocido por su amor por la pizza y el alivio cómico inocente. Le encanta andar en patineta, surfear y divertirse. 
Miguel Ángel tiene un carácter de espíritu libre, con un corazón irremediablemente inocente y romántico. 
Cuando conoce a Kala, la chica Neutrino de Dimension X, se enamora de ella y es correspondido. 
A veces se le ve preparando comidas para el grupo. 
Miguel Ángel es a menudo el blanco de las burlas de Rafael y hay un tema recurrente en el que él supera las bajas expectativas que otros tienen de él, y a veces incluso sus propias expectativas de sí mismo.

### Las Tortugas Ninja: La mutación siguiente
En la serie de acción en vivo, las Tortugas Ninja: La mutación siguiente, Michelangelo fue interpretado por Jarred Blancard.
Michaelangelo es el más loco y quizás el más infantil en The Next Mutation.  
Mikey es el único Ninja Turtles al que le sigue gustando la pizza. 
Además de ser la tortuga bromista, también conduce su jeep por las calles de Nueva York, presentando su propio programa de radio pirata, The Sewer Hour, a través del cual toca música y discute con los jóvenes sobre sus problemas.
También se demostró que tenía hábitos alimenticios muy extraños, que culminaban con algunos alimentos que las otras Tortugas preferían rechazar (es decir, patas de pollo, verter refrescos en su cereal, etc.).

### 2003 series de animación
La encarnación de Miguel Ángel en la serie de televisión de 2003 tiene la voz de Wayne Grayson. 
Conocido como "Mikey" por sus hermanos, su personalidad es más parecida a los cómics de Mirage. 
Todavía el alivio cómico, a menudo hace declaraciones que se burlan de la cultura pop (como Star Wars , Star Trek y Terminator ), aunque usa menos lenguaje surfero que su contraparte en la serie de dibujos animados de 1987. 
Sus nunchaku característicos son una vez más sus armas principales, pero ha usado otras armas como garfios y las de sus hermanos.

### 2012 series de animación
Miguel Ángel, comúnmente conocido como Mikey, es uno de los principales protagonistas de la serie de televisión de 2012.
Él es el hijo adoptivo del Maestro Splinter/ Hamato Yoshi, el hermano adoptivo de Karai/ Hamato Miwa, y el hermano biológico de Leonardo, Raphael y Donatello .. 
Mikey es conocido como el "salvaje" del equipo y es un amante de los juegos, el skate, las bromas y la pizza. 
Aunque posee una inocencia despreocupada y de espíritu libre "como un niño", siempre saca su juego A en una pelea seria. 
El diseño de su personaje también se actualizó, haciéndolo un poco más bajo que sus hermanos y dándole pecas oscuras, así como colas más cortas en su máscara.
A diferencia de encarnaciones pasadas, Mikey no dice su famoso eslogan "Cowabunga", sino que dice principalmente "¡¡BOOYAKASHA !!" Suele decir esto cuando logra algo o ataca a un enemigo. 
En el episodio " Conoce a Mondo Gecko ", el personaje Jason (también conocido como Mondo Gecko) usa 'cowabunga' como su propio eslogan, y Michelangelo dice que es "demasiado antiguo", pero luego pregunta si puede usarlo de vez en cuando. 
Comenzando con el episodio " Viaje al centro de la mente de Mikey ", dice "Booyakabunga" (una mezcla de Booyakasha y Cowabunga).
Lleva una máscara naranja y lucha con dos nunchakus, que se pueden convertir en kusarigama, una hoja dentro de uno de los palos de cada nunchaku y cadenas extra almacenadas en el otro.

### 2018 series de animación
En la serie animada de 2018, Rise of the Teenage Mutant Ninja Turtles, Brandon Mychal Smith expresa "Michelangelo", el hermano más joven, y representado como preadolescente, cuando tiene 13 años.
También es un artista y un increíble skater con un colorido salvaje e imaginativo con personalidad. 
Esta encarnación de Michelangelo carece de acento surfista y le gusta referirse a sí mismo como el artista del grupo. 
Poseía más inocencia / ingenuidad infantil. 
Él también tiene una fuerte pasión por la cocina también.

## Cine

### Animado
- En la película TMNT 2007, Mikey se ha de llevar a cabo en las fiestas de cumpleaños de los niños como "Cowabunga Carl" con el fin de ayudar a hacer a fin de mes para mantener a su familia.
- Se pone de manifiesto a principios de la película que la ausencia física y emocional de sus hermanos mayores por fin ha comenzado a afectar a la salida de Michelangelo.
- A diferencia de sus otras encarnaciones, el Mikey 2007 parece dibujar el apoyo emocional de la mayoría de Donatello en lugar de sus más viejos hermanos, Leonardo y Rafael.
- A su regreso de Leonardo de América Central, Mikey le da a su hermano mayor, un abrazo entusiasta, cayendo sobre el sofá y tropezando con los muebles en su emoción.
- Viva e inocente Mikey regresa conducta en toda su fuerza cuando se está en presencia de protección de sus tres hermanos más, su buen humor las bromas y comentarios breves relámpagos, incluso en situaciones difíciles.
- Es evidente que, a pesar de las dificultades que su familia ha experimentado recientemente, Michelangelo ha conservado gran parte de su tonta costumbre, relajado y personalidad sigue siendo la principal forma de divertida.
- Él es la voz de Mikey Kelley.
- Él es un skater fantástico en esta película, capaz de completar muchos trucos bajo tierra.

- Aparece en la película animada de Batman vs. Tortugas Ninjas Mutantes Adolescentes (2019).

- Michelangelo aparece en Teenage Mutant Ninja Turtles: Mutant Mayhem (2023), la primera película animada por computadora de Teenage Mutant Ninja Turtles desde TMNT (2007), con la voz del adolescente real Shamon Brown Jr.[1]
- Al igual que sus otras contrapartes, es un bromista y está más interesado en querer ser parte del mundo real.
- Se vuelve amigo cercano de Mondo Gecko debido a sus personalidades mutuas y a ser más relajado y despreocupado.

### Acción en vivo
Michelangelo se muestra en la película Teenage Mutant Ninja Turtles (2014). 
En la película, es el más joven y el bromista del grupo que ama jugar videojuegos y patinar. 
Michelangelo intenta encontrar humor en cualquier situación. 
Sin embargo, demuestra ser un gran luchador si alguien se mete con él y sus hermanos.
Él no tiene miedo de expresar sus verdaderos sentimientos y también está enamorado de Yuko, quien no le devuelve los sentimientos. 
Al final, cuando las Tortugas se van en su camioneta después de que Mikey explote el auto de Vern Fenwick, Mikey intenta impresionar a Yuko cantando "Happy Together" de The Turtles.
Aparece en la secuela, Teenage Mutant Ninja Turtles: Out of the Shadows (2016).

## Videojuegos
En los videojuegos basado en la serie de animación 1987, Michelangelo es a veces más lento pero más fuerte de las Tortugas. Sin embargo, para reflejar su personalidad llamativa, esta tendencia se invirtió y se convirtió en el más rápido de tortugas en los juegos de vídeo basado en la serie de animación 2003, Rafael se convirtió en el más fuerte. En Teenage Mutant Ninja Turtles: Smash-Up es la voz de Wayne Grayson.
Michelangelo es uno de los principales personajes jugables en Teenage Mutant Ninja Turtles: Out of the Shadows, donde es interpretado por Pierce Cravens. Michelangelo también aparece en el juego basado en una película de 2014, con la voz de Peter Oldring.
Michelangelo aparece como uno de los personajes jugables de Teenage Mutant Ninja Turtles como DLC en Injustice 2. Si bien Leonardo es la tortuga por defecto fuera del equipo, él, Raphael y Donatello solo pueden ser elegidos a través de dicha selección de equipo similar a los personajes principales de piel.

## Ortografía
El nombre del personaje está mal escrito originalmente como "Miguel", con un adicional "a". Esta falta de ortografía se había pegado hasta el año 2001 con el Volumen 4 de la serie de cómic de Mirage Studios, cuando la ortografía fue cambiado oficialmente a "Michelangelo". El anime de 1996 también se utilizó el "Michelangelo" de ortografía. En el TMNT 2007 póster película con Michelangelo, podemos ver el "Miguel" de ortografía, aunque la película utiliza la ortografía correcta del nombre en sus créditos. [4]

## Klunk
Klunk es el gato de Michelangelo. Su primera aparición fue en el MICROSERIES Michelangelo, y fue atropellado por un coche y murió en el Tales of the TMNT vol. Edición del 2 de 9. Poco después, las tortugas descubrió que se habían apareado Klunk y tuvo gatitos con un gato callejero.
Klunk también aparece en algunos episodios de los dibujos animados de 2003, comenzando con los extraterrestres de Navidad. Basado en los diseños de personajes renovado en la parte posterior de la estación de alcantarillado, esta versión de Klunk parece ser una mujer, mientras que el Klunk del cómic Mirage fue confirmado para ser hombres.